# Juanjo Pizarro
Juanjo Pizarro   (Fuente de Cantos, 1962 - 1 de gener de 2021) nom artístic de Juan José Pizarro Fernández va ser un músic i compositor espanyol, component de las bandas "Dogo y los Mercenarios", "Pata Negra" i "Silvio y Sacramento". És en aquesta última on més destaca el seu treball.
Com a músic, tocava diversos instruments, entre els quals es trobaven la guitarra, el baix i el piano.

## Músic
Va ser guitarrista, compositor i productor a la banda musical ja esmentada "Dogo y los Mercenarios", participant en discos com Ansia (1987), Llueve en Sevilla (1988) o Mala Reputación (1990); i com a músic en la banda "Silvio y Sacramento". També com a músic, ha participat en diverses col·laboracions amb multitud de grups com a "Pata Negra", "Def con Dos", "El gitano", "La cabra y la trompeta", "Gérmenes", "JJ Trip"; i com a músic i productor en "Reincidentes". Per afegit, era col·laborador habitual de "Dulce Venganza" al costat de músics com Andrés Herrera, Miguel A. Suarez i el baterista Francis Rom.

## Productor
Ha produït discos de diferents bandes tals com "Reincidentes" en discos com ¿Dónde está Judas? (1992), Sol i Rabia (1993) i uns altres més actuals com Tiempos de ira (2011) en el seu estudi Central Sevilla, en les proximitats del centre urbà de la ciutat sevillana.
També va produir a Parachokes (1990 Estudis Bola), al costat de David Young (productor de Lou Reed o David Bowie, entre uns altres).
Ha col·laborat al costat dels germans Amador, Pota Negra, en tots els seus projectes fonogràfics.
En el cas de Reincidents, Pizarro ha produït tots els discos de la banda en la qual toca el seu propi germà com a bateria i fins i tot en algunes ocasions ha col·laborat amb ells posant-se a la guitarra en diverses de les seves cançons. Amb aquest grup ha gravat en diverses ocasions en estudis d'enregistrament a Londres.
Altres produccions menys conegudes són per exemple els discos Poesia en llibertat, d'Emiliano Zapata, fill del conegut artista nacional El Cabrero o al canta-autor valencià Miguel Caldito.